# Leonardo Ljubičić
Leonard Ljubičić (26. prosinca 1966.), hrvatski šahovski velemajstor dopisnog šaha i svjetski prvak u dopisnom šahu.
Od 1994. do 2001. sudjelovao je na brojnim međunarodnim šahovskim turnirima bez značajnijih uspjeha. U dopisnom šahu natječe se od devedesetih.
Na 28. Svjetskom prvenstvu u dopisnom šahu 2016. osvojio je naslov svjetskoga prvaka.